# CONCACAF Champions’ Cup 1962
Der CONCACAF Champions’ Cup 1962 war die erste offizielle Auflage des Fußball-Wettbewerbs für Vereinsmannschaften in der CONCACAF-Region. Der mexikanische Verein Deportivo Guadalajara gewann das Turnier mit vier Siegen in vier Spielen, ohne einen einzigen Gegentreffer hingenommen zu haben. Nach einem ungefährdeten Gesamtsieg von 5:0 (Hinspiel 2:0, Rückspiel 3:0) gegen den costa-ricanischen Vertreter CS Herediano in der ersten Runde wurden auch die Finalspiele gegen den guatemaltekischen Vertreter CSD Comunicaciones souverän mit dem Gesamtergebnis von 6:0 gewonnen. Im Hinspiel des Finals sorgte Javier Valdivia mit seinem Tor in der 43. Minute für den 1:0-Endstand. Im Rückspiel steuerte der erfolgreichste Torschütze in Guadalajaras Vereinsgeschichte, Salvador Reyes, drei Treffer zum 5:0-Sieg bei. Die beiden anderen Tore erzielte der Abwehrspieler Juan Jasso, der – ebenso wie Reyes – zwischen 1957 und 1965 siebenmal mexikanischer Meister mit Guadalajara wurde.

## Teilnehmende Mannschaften

### Mexiko
- Deportivo Guadalajara

### Zentralamerika
- LD Alajuelense
- CS Herediano
- CD Águila
- CSD Comunicaciones
- CD Olimpia

### Karibik
- Etoile Haïtienne
- RKV FC Sithoc

## Ergebnisse

### Viertelfinale
Das Viertelfinale wurde noch getrennt nach den insgesamt sechs vom Festland kommenden Mannschaften und den beiden Teams aus der Karibik ausgespielt, so dass es in der ersten Runde keine Berührungspunkte zwischen den Vereinen vom Festland und den Insulanern gab.
|                       | Gesamt |                    | Hinspiel  | Rückspiel |
| --------------------- | ------ | ------------------ | --------- | --------- |
| CD Águila             | 1:2    | CSD Comunicaciones | 1:1 (1:1) | 0:1 (0:1) |
| CD Olimpia            | 1:2    | LD Alajuelense     | 0:1 (0:1) | 1:1 (0:1) |
| Etoile Haïtienne      | 3:8    | RKV FC Sithoc      | 3:2 (2:0) | 0:6 (0:?) |
| Deportivo Guadalajara | 5:0    | CS Herediano       | 2:0 (2:0) | 3:0 (3:0) |

### Zwischenrunde
Obwohl sich vier Mannschaften durchsetzen konnten, wurde zwischen den vier Siegern der Erstrundenbegegnungen kein Halbfinale ausgetragen. Stattdessen mussten die beiden qualifizierten Vertreter vom mittelamerikanischen Festland gegeneinander antreten, um zunächst einen Mittelamerikasieger zu ermitteln, der dann im Halbfinale mit dem Sieger aus der Karibik um den Finaleinzug wetteifern durfte.
|                    | Gesamt |                | Hinspiel  | Rückspiel |
| ------------------ | ------ | -------------- | --------- | --------- |
| CSD Comunicaciones | 5:4    | LD Alajuelense | 3:1 (1:0) | 2:3 (1:1) |

### Halbfinale
Das Halbfinale wurde zwischen den Siegern aus Mittelamerika und der Karibik ausgetragen, während der mexikanische Vertreter CD Guadalajara sich bereits durch seinen Erstrundensieg für die Finalspiele qualifiziert hatte.
|                    | Gesamt |               | Hinspiel  | Rückspiel |
| ------------------ | ------ | ------------- | --------- | --------- |
| CSD Comunicaciones | 3:1    | RKV FC Sithoc | 2:0 (2:0) | 1:1 (1:0) |

### Finale
|                    | Gesamt |                       | Hinspiel  | Rückspiel |
| ------------------ | ------ | --------------------- | --------- | --------- |
| CSD Comunicaciones | 0:6    | Deportivo Guadalajara | 0:1 (0:1) | 0:5 (0:2) |